# نیدراسترایش
نیدراسترایش (به آلمانی: Niederösterreich) یکی از ایالت‌های کشور اتریش است و در شمال شرقی این کشور قرار دارد و مرکز آن شهر زانکت پولتن می‌باشد. نام این ایالت به فارسی،  به معنی اتریش پایین است.
نیروگاه هسته‌ای تسونتن‌دورف در این ایالت قرار دارد.